# Parafia Narodzenia Maryi Panny w Orłowej
Parafia Narodzenia Maryi Panny w Orłowej – parafia rzymskokatolicka w Orłowej, w dzielnicy Miasto, w kraju morawsko-śląskim, w Czechach. Należy do dekanatu Karwina diecezji ostrawsko-opawskiej.

## Historia
Orłowa została po raz pierwszy wzmiankowana w dyplomie papieża Grzegorza IX wystawionym 7 grudnia 1227 roku na Lateranie dla benedyktynów tynieckich jako Orlova. W dokumencie z 1260 pojawił się kapelan z Orłowej imieniem Marcin, a więc znajdował się tu już wówczas kościół. Prawdopodobnie po nadaniu wsi mnichom postawiono tu najpierw kaplicę służącą mnichom do odprawiania mszy podczas wizytacji swego majątku, a kiedy nastąpiły przygotowania do budowy klasztoru, kaplicę przebudowano i przekształcono w kościół klasztorny. Klasztor ten ufundowany został mocą dokumentu wystawionego 12 czerwca 1268 przez Władysława opolskiego.
Kościół klasztorny nie pełnił jednak dla okolicznych miejscowości funkcji kościoła parafialnego. Funkcję taką przynajmniej dla części z nich pełniła starsza świątynia w Solcy, która wzmiankowana została prawdopodobnie już w 1223, a wkrótce przeszła na własność benedyktynów, a po utworzeniu klasztoru pod jego jurysdykcję.
W sprawozdaniu z poboru świętopietrza z 1335 w diecezji wrocławskiej na rzecz Watykanu sporządzonego przez nuncjusza papieskiego Galharda z Cahors wymienia się w archiprezbiteracie cieszyńskim również Item abbas de Orlovia, XVII sc., sumę taką miał opłacić opat orłowski z wiosek podlegających klasztornej jurysdykcji. Orłowa została ponownie wymieniona w podobnym spisie sporządzonym przez archidiakona opolskiego Mikołaja Wolffa w 1447. Na podstawie wysokości opłaty w owym sprawozdaniu liczbę ówczesnych parafian (we wszystkich podległych wioskach) oszacowano na 390. Działający w latach 60. XV wieku opat Jan (III) wzniósł w Orłowej nowy kościół pw. Wniebowzięcia NMP i Trójcy Przenajświętszej, poświęcony w 1466 w święto Wniebowzięcia NMP, w obecności biskupa Jodoka wrocławskiego, Jana krakowskiego i biskupa tytularnego Pawła. Kościół ten za sprawą przywileju odpustowego nadanego przez biskupa Rudolfa z Rüdesheimu stał się celem lokalnego ruchu pielgrzymkowego.
Gdy w 1545 do samodzielnych rządów doszedł w Księstwie Cieszyńskim Wacław III Adam, na podległym mu obszarze rozpoczęła się Reformacja, objawiająca się m.in. sekularyzacją dóbr zakonnych. Nie ominęła ona klasztoru w Orłowej, gdzie budynki klasztorne zostały później rozebrane. 
W 1654 reorganizacji uległa struktura administracyjny miejscowego Kościoła, a parafia w Orłowej została podległa nowemu archiprezbiteratowi (dekanatowi) we Frysztacie. Benedyktyni nigdy już nie odzyskali swych dóbr, choć bardzo starał się o to wybrany w 1710 na ojca i opata orłowskiego ojciec Lambert Klöhn, a po tym jak nie uzyskał wsparcia tynieckich przełożonych i odsunięto go z urzędu w 1718 doprowadził do podporządkowania klasztoru orłowskiego czeskiej kongregacji benedyktynów w Broumovie. Odtąd proboszczów w Orłowej mianowano klasztorze broumovsko-břevnovskim. W 1769 powstał nowy dekanat w Karwinie, do którego przeniesiono parafię w Orłowej. Po wojnach śląskich i oddzieleniu granicą od diecezjalnego Wrocławia, będącego w odtąd w Królestwie Prus, do zarządzania pozostałymi w monarchii Habsburgów parafiami powołano w 1770 Wikariat generalny austriackiej części diecezji wrocławskiej.
W okresie industrializacji i przebudzenia narodowego najpierw czeskiego, potem polskiego, proboszczami parafii byli zawsze benedyktyni z Czech. Zmarły w 1880 proboszcz Emilián Kolář był jeszcze przychylny Polakom, ale pozostali wyjątkowo dążyli do czechizacji swoich wiernych. Np. W 1886 miejscowy proboszcz odmówił poświęcenia krzyża z polskim napisem. 
W latach 1903–1906 wybudowano na miejscu starego kościoła klasztornego nową świątynię w stylu pseudogotyckim, poświęconą 21 października 1906 roku.
Po I wojnie światowej i polsko-czechosłowackim konflikcie granicznym Orłowa znalazła się w granicach Czechosłowacji, wciąż jednak podległa była diecezji wrocławskiej, pod zarządem specjalnie do tego powołanej instytucji zwanej: Knížebiskupský komisariát niský a těšínský. Kiedy Polska dokonała aneksji tzw. Zaolzia, w październiku 1938 parafię jako jedną z 29 włączono do diecezji katowickiej, a 1 stycznia 1940 z powrotem do diecezji wrocławskiej. W 1947 obszar ten wyjęto ostatecznie spod władzy biskupów wrocławskich i utworzono Apostolską Administraturę w Czeskim Cieszynie podległą Watykanowi. W 1978 obszar Administratury podporządkowany został archidiecezji ołomunieckiej, a w 1996 wydzielono z niej nową diecezję ostrawsko-opawską.

W 2018 r. w kościele parafialnym w Orłowej nagrywane były niektóre sceny polskiego filmu obyczajowego w reżyserii Wojciecha Smarzowskiego "Kler".

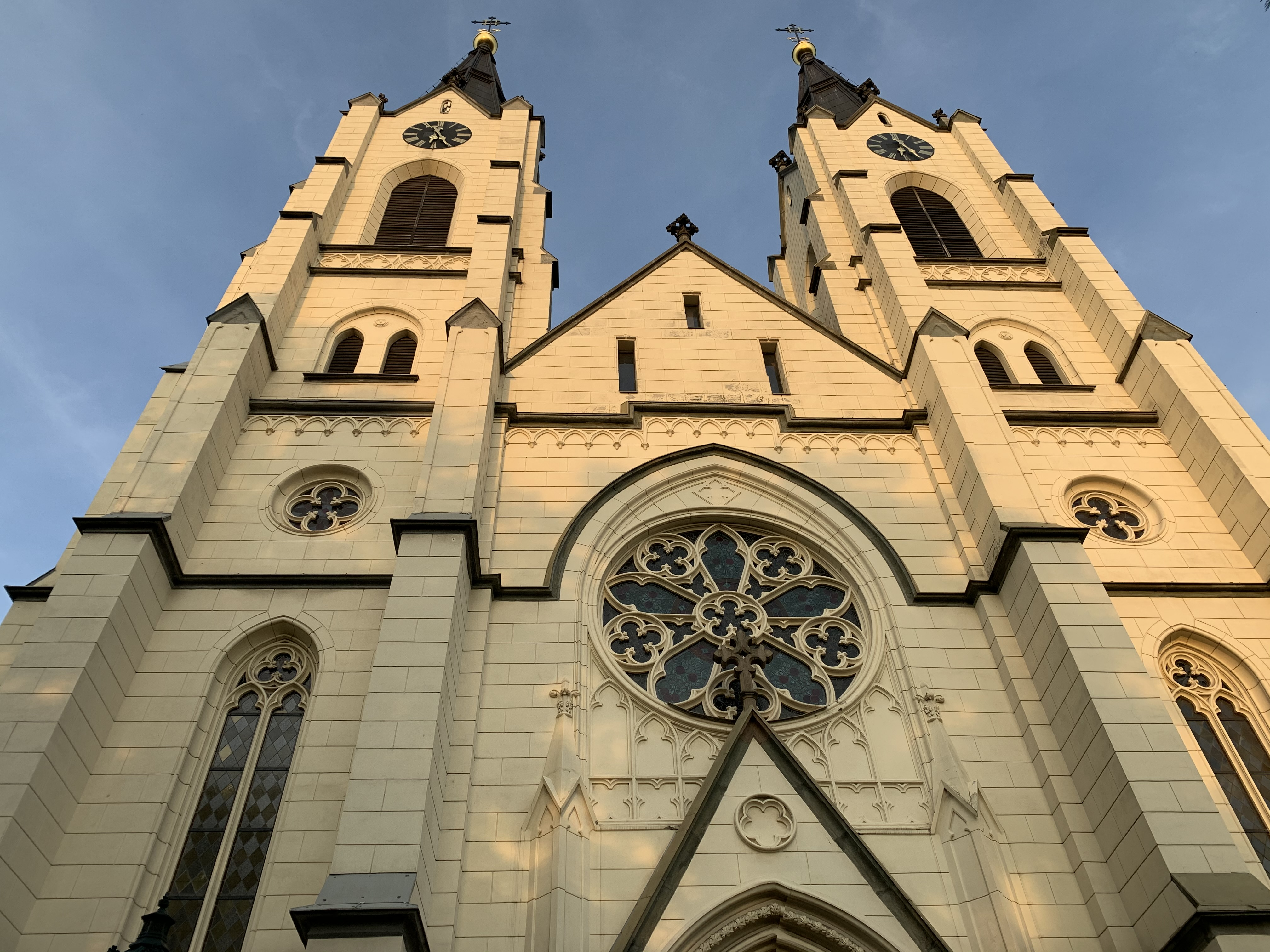
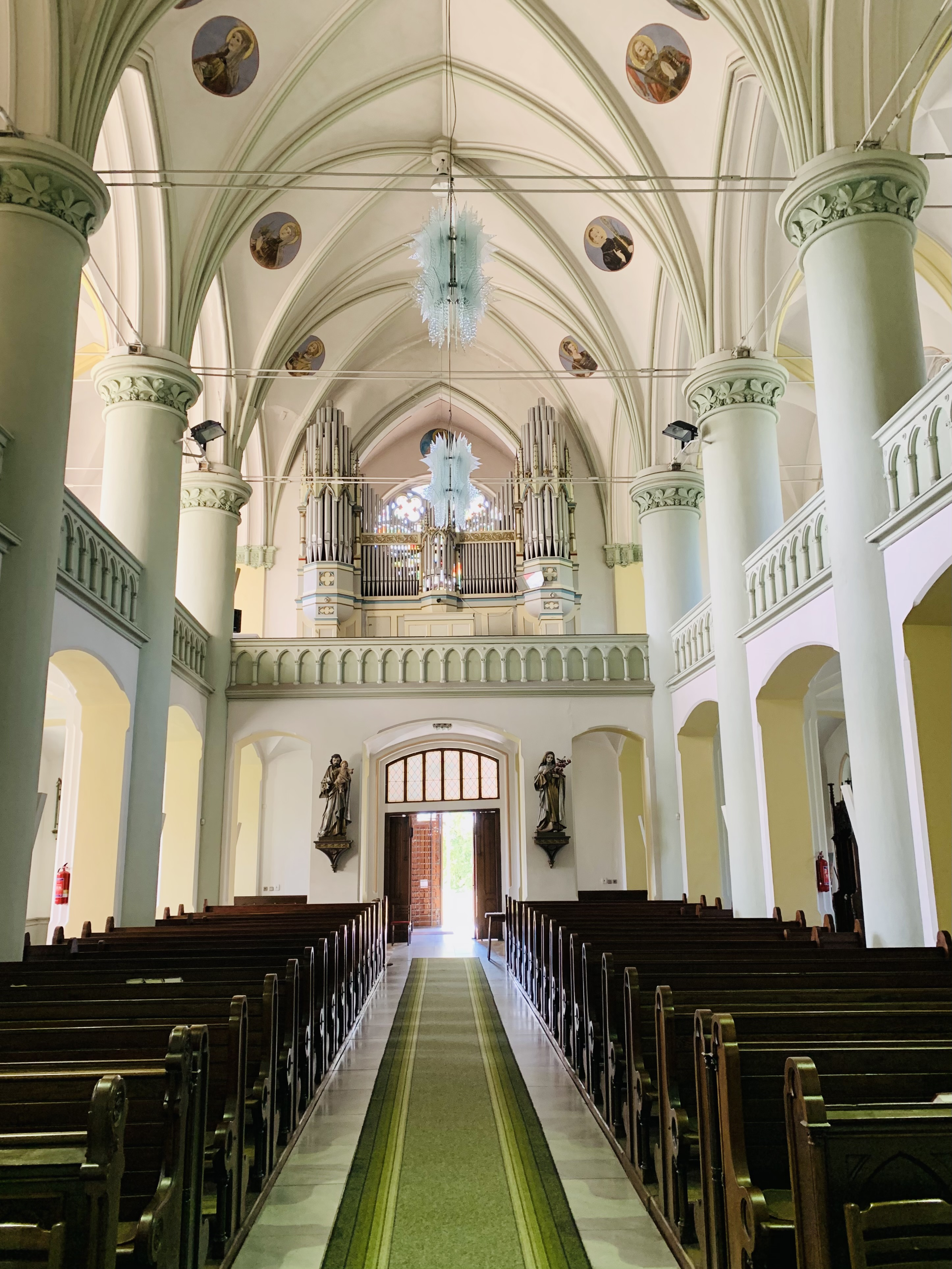
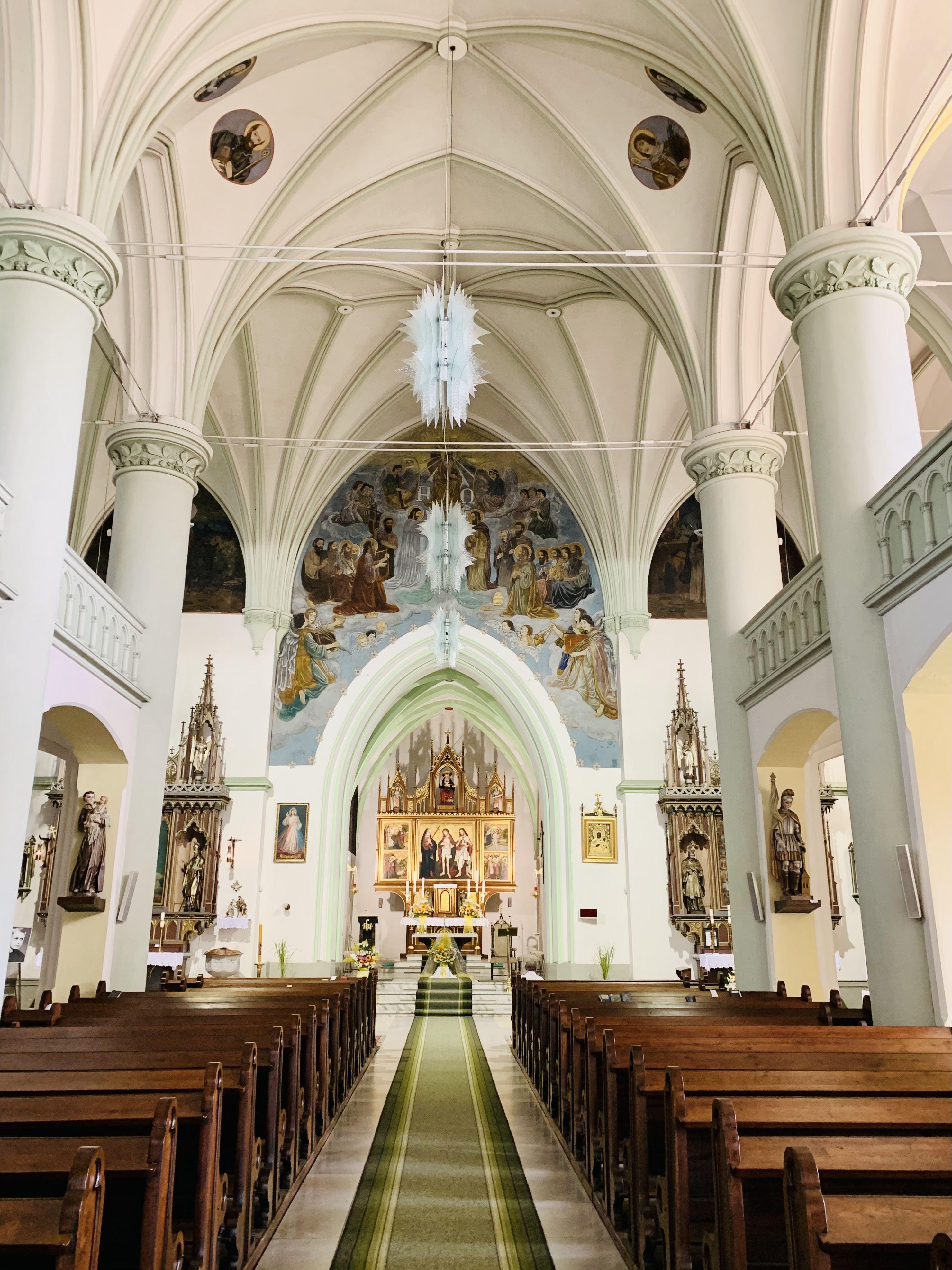
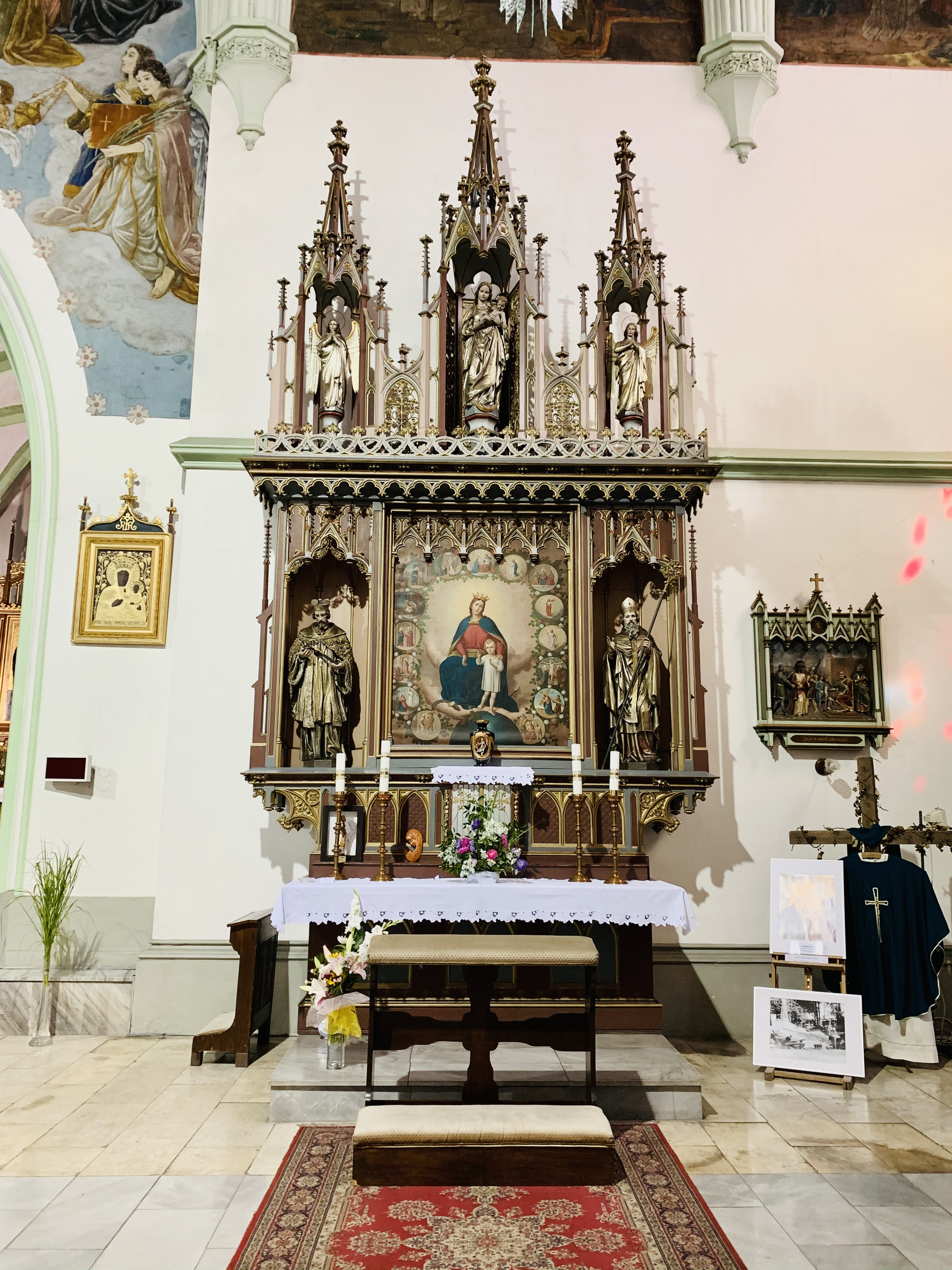